# Шерін Маккрамб
Шерін Маккрамб (англ. Sharyn McCrumb, справжнє ім'я Шерін Елейн Арвуд, англ. Sharyn Elaine Arwood; 26 лютого 1948, Вілмінгтон, Північна Кароліна, США) — американська письменниця детективного жанру. Володарка численних літературних премій, авторка серій про Елізабет Макферсон. Найвідоміша романами серії «Балада» Аппалачів, включаючи бестселери New York Times «Балада про Френкі Сільвер» і «Вона гуляє цими пагорбами», а також за «Сент-Дейл».
Прапрадідусі Маккрамб сотню років тому були проповідниками округу в Смокі-горах Північної Кароліни, щотижня їздячи на конях по хребтах, щоб проповідувати в інших громадах.
Про свою творчість Маккрамб сказала:
|  | Я вважаю, що чим більше я пишу, тим більше мене захоплює ідея землі як складного елементу в житті людей гір, а минулого як пролога для будь-якого сучасного оповідання. Цей зв'язок із землею є особистим." |

Її романи перекладено одинадцятьма мовами. Вона читала лекції про свою літературну діяльність в Оксфордському, Боннському університетах і в Смітсонівському інституті.

## Нагороди та визнання
- У 1984 році отримала нагороду Шервуда Андерсона за оповідання «Дорогоцінна коштовність»[6].
- У 1988 році отримала премію Едгара По у номінації «Найкраща книга в м'якій обкладинці» за роман «Дівчина помираючого сонця».
- Того ж року отримала за цей роман у подібній номінації премію Ентоні.
- 1988 року отримала премію Агати в номінації «Найкращий роман» за роман «Заплативши дудочнику».
- У 1989 році — премію Ентоні в номінації «Найкраща книга в м'якій обкладинці» за цей же роман.
- У 1989 році — премія Агати в номінації «Найкраще оповідання» за «Малюсенький Дох і Доріс».
- 1990 року за це ж оповідання отримала в такій же номінації премію Ентоні.
- 1991 року отримала премію Ентоні одразу у двох номінаціях «Найкращий роман» за «Якщо я коли-небудь повернусь, гарнесенька Пеггі-О» і «Найкраще оповідання» за «Щастя — це мертвий поет». Того ж року за цей роман в аналогічній премії Ентоні номінації отримала премію Мекавіті.
- 1992 року отримала премію Агати в номінації «Найкращий роман» за «Прекрасна дочка ката» і в номінації «Найкраще оповідання» за «Щастя — це мертвий поет».
- 1992 року отримала нагороду у номінації «Найкращий роман» Асоціації письменників Аппалачів за «Прекрасна дочка ката».
- 1994 року отримала премію Агати в номінації «Найкращий роман» за «Вона гуляє цими холмами».
- 1995 року отримала нагороди Ніро, Мекавіті та Ентоні в номінації «Найкращий роман» за «Вона гуляє цими холмами». Тоді ж отримала нагороду Ентоні ще й в номінації «Найкраще оповідання» за «Чудовисько Гламіса».
- 1997 року їй присуджено Асоціацією письменників Аппалачів нагороду за «Видатний внесок у літературу Аппалачів».
- У 1998 році отримала нагороду Chaffin Моргедського університету для тих авторів, які пишуть про Аппалачі.
- Того ж року отримала нагороду Платтнера за найкраще оповідання Аппалачів, якою її нагородив коледж Береа за «Порушення руху в гірському тумані».
- 1999 року отримала нагороду Шепардського університету «Аппалачська спадщина».
- Того ж року отримала нагороду Флори Макдональд (англ. Flora MacDonald Award) за «Досягнення в мистецтві жінки шотландської спадщини».
- 2003 року отримала нагороду Вілми Дайкеман із літератури від Східно-Тенессійського університету за «Привіди-наїзники».
- 2004 року отримала приз від Асоціації аудіовидавців за цей же твір як найбільш записувану книгу.
- 2005 року отримала у номінації «Найкращий роман» Асоціації письменників Аппалачів нагороду за «Святий Дейл». Наступного року від цієї ж Асоціації за цей же роман отримала нагороду в номінації «Книга року».
- 2006 року у номінації «Премія читацького вибору за художню літературу» їй присуджено нагороду Вірджинської бібліотеки за роман «Святий Дейл».
- У 2006 році вона була запрошеним автором Національного фестивалю книги у Вашингтоні, округ Колумбія, що був підтриманий Білим домом.
- У 2008 році її назвали «жінкою в історії Вірджинії» за досягнення в літературі.
- У квітні 2014 року Маккрамб була нагороджена Премією Мері Френсіс Гобсон за літературу Півдня від університету Чоуана в Північній Кароліні.
- 2015 року нагороджена Кларксвільською радою з питань мистецтва та розвитку спадщини за твір «Королівська гора» нагородою Патріції Вінн у південній фантастиці.
- 2017 року отримала нагороду за літературні заслуги від бібліотечної асоціації Західної Вірджинії.
- 2018 року Національною організацією «Доньки американської революції» нагороджена відзнакою «Жінки в мистецтві».

## Твори

### Серія «Баллада»
- If Ever I Return, Pretty Peggy-O (також If Ever I Return) (1990) (Якщо я коли-небудь повернусь, гарнесенька Пеггі-О / Якщо я коли-небудь повернусь) (нагороджена премією Мекавіті)
- The Hangman's Beautiful Daughter (1992) (Гарненька дочка ката);
- She Walks These Hills[en] (1994) (Вона гуляє цими пагорбами) (нагороджений премією Агати, Мекавіті, Ентоні, премією Ніро);
- The Rosewood Casket (1996) (Скринька з палісандру);
- The Ballad of Frankie Silver (1998) (Балада Френкі Сільвера);
- The Songcatcher (2001) (Ловець пісень);
- Ghost Riders (2003) (Примарні наїзники);
- The Devil Amongst the Lawyers (2010) (Диявол серед юристів);
- The Ballad of Tom Dooley: A Novel (Appalachian Ballad) (2011) (Балада Тома Дулі: роман / Балада Апалачів);
- King's Mountain (2013) (Королівська гора);
- Nora Bonesteel's Christmas Past (2014) (Останнє Різдво Нори Бонестіл);
- Prayers the Devil Answers (2016) (Молитвам диявол відповідає);
- The Unquiet Grave (2017) (Неспокійна могила).

### Романи серії «Святий Дейл»
- St. Dale (2005) (Святий Дейл);
- Once Around the Track (2007) (Одного разу навколо траси);
- Faster Pastor (2010) (Швидший пастор) (співавтор Адам Едвардс).

### Романи серії Елізабет Макферсон
- Sick of Shadows (1984) (Хворі тіні);
- Lovely in Her Bones (1985) (Зачарований її кістками);
- Highland Laddie Gone (1986) (Хлопчина з гір пішов);
- Paying the Piper (1988) (Заплативши дудочнику) (нагороджений преміями Агати та Ентоні);
- The Windsor Knot (1990) (Віндзорський вузол);
- Missing Susan (1991) (Сюзан, яка пропала);
- MacPherson's Lament (1992) (Плач Макферсона);
- If I'd Killed Him When I Met Him (1995) (Я б його вбив, коли б зустрів його) (нагороджений премією Агати);
- The PMS Outlaws (2000) (ПМС поза законом).

### Серія Джей Омега
- Bimbos of the Death Sun (1988) (Дівчина помираючого сонця) (нагороджений премією Едгара По, Ентоні);
- Zombies of the Gene Pool (1992) (Зомбі генофонду).

### Збірки оповідань
- Our Separate Days (1985) (Наші виключні дні) (співавтор Мона Волтон Гелпер);
- Foggy Mountain Breakdown and Other Stories (1997) (Порушення руху в гірському тумані та інші історії).